# Xaydée Van Sinaey
Xaydée Van Sinaey, née le 16 mai 2005 à Grammont, est une coureuse cycliste belge. Elle pratique le cyclisme sur route et le cyclo-cross.

## Biographie
Le 8 janvier 2022, Xaydée Van Sinaey devient championne de Belgique junior de cyclo-cross. Le 5 novembre, elle remporte le bronze chez les juniors aux Championnats d'Europe de cyclo-cross 2022 à la Citadelle de Namur. 
Lors des championnats du monde de cyclo-cross à Hoogerheide, le 3 février 2023, elle remporte la médaille de bronze au relais mixte par équipes, aux côtés, entre autres, de Laurens Sweeck et de Marion Norbert-Riberolle. Elle termine 5e de la course individuelle en catégorie juniors.
Aux championnats du monde juniors sur route, elle a terminé neuvième en 2022 et dixième en 2023 des courses en ligne.
Lors des Championnats du monde de cyclo-cross 2024 organisés à Tábor en République tchèque, elle se classe 6e de la course individuelle en catégorie espoirs remportée par la Britannique Zoe Bäckstedt.

## Palmarès en cyclo-cross
- 2021-2022
  -  Championne de Belgique de cyclo-cross juniors
  - 4e du championnat d'Europe juniors
  - 10e de la Coupe du monde de cyclo-cross juniors
- 2022-2023
  -  Médaillée de bronze du championnat d'Europe juniors
  -  Médaillée de bronze du championnat du monde de cyclo-cross en relais mixte
  - 5e du championnat du monde juniors
  - 6e de la Coupe du monde de cyclo-cross juniors
- 2023-2024
  -  Médaillée de bronze du championnat d'Europe de cyclo-cross en relais mixte
  - 3e du championnat de Belgique de cyclo-cross espoirs
  - 6e du championnat du monde de cyclo-cross espoirs
  - 7e du championnat d'Europe de cyclo-cross espoirs
- 2024-2025
  - Grand Prix Garage Collé, Pétange
  - 2e du championnat de Belgique de cyclo-cross espoirs

## Palmarès en cyclisme sur route
- 2022
  - 2e du Tour des Flandres juniors
  - 2e du championnat de Belgique du contre-la-montre juniors
  - 3e du championnat de Belgique sur route juniors
  - 7e du championnat d'Europe du contre-la-montre juniors
  - 7e du championnat d'Europe sur route juniors
  - 9e des championnats du monde sur route juniors
- 2023
  - 3e du championnat de Belgique du contre-la-montre
  - 3e du Tour du Gévaudan Occitanie
  - 10e des championnats du monde sur route juniors
- 2024
  - 3e du Tour de Feminin
- 2025
  - 1re étape du Tour de Feminin (contre-la-montre par équipes)
  - 3e du Tour de Feminin
  - 3e du championnat de Belgique sur route espoirs

### Classements mondiaux
| Année                                 | 2024 |
| ------------------------------------- | ---- |
| Classement UCI                        | 556e |
|                                       |      |
| Légende : nc = non classéSource : UCI |      |